# 流されて2
『流されて2』（ながされて2、Notte d'estate con profilo greco, occhi a mandorla e odore di basilico）は1986年のイタリアのコメディ映画。
脚本・監督はリナ・ウェルトミューラー、出演はマリアンジェラ・メラートとミケーレ・プラチドなど。
勝ち気な女実業家のマダムと彼女が誘拐・監禁した左翼テロのリーダーとの主従関係が、男の野性的な魅力によって次第に逆転していく姿を描いている。
本作と同じウェルトミューラー脚本・監督、マリアンジェラ・メラート主演の1974年の映画『流されて…』とは基本的に無関係だが、姉妹編的作品である。
なお、原題はイタリア語で「ギリシャ人の横顔とアーモンドの目、バジリコの香りに彩られた夏の夜」の意味。
ドレスのデザインはヴァレンティノが担当している。

## ストーリー
富豪たちから多額の身代金を奪っている誘拐団から身代金を奪い返すため、女実業家フルヴィアは誘拐団のボス・ベッペを逆に誘拐し、鎖で繋いで監禁する。ところが、野性的なベッペの逞しい性的魅力の虜となったフルヴィアは正体を隠し、ベッペに目隠しをさせたまま抱かれ、甘い至福の時を過ごす。しかし、ベッペは自分を誘拐した女であることに気付いていた。その後、誘拐団との身代金交渉が行なわれ、目的を達したフルヴィアはベッペを解放する。しばらくして、今度はフルヴィアが手下のトゥーリとともにベッペに誘拐されて無人島に連れて行かれ、身代金を要求される。2人の「ゲーム」はまだ続く。

## キャスト
- フルヴィア・ブロック: マリアンジェラ・メラート（イタリア語版） - 男勝りの女実業家。
- ジュゼッペ（ベッペ）・カタニーア: ミケーレ・プラチド - 誘拐団のボス。
- サルヴァトーレ（トゥーリ）・カンタラメッサ: ロベルト・ヘルリッカ（イタリア語版） - フルヴィアの手下。
- ミキ: マッシモ・ウェルトミューラー（イタリア語版）